# The Locust
The Locust fue una banda estadounidense de grindcore oriunda de San Diego, California. Es conocida por ser pioneros del mathgrind y su mezcla única de velocidad, complejidad y rarezas derivadas del industrial y el new wave, sumado al implemento de sintetizadores análogos.
La banda se destaca por el uso de disfraces de insectos al tocar en vivo. A su vez, ha sido elogiada durante su trayectoria. El The New York Times declaró: "Si el noise rock tuviera superhéroes, The Locust seguramente estaría entre ellos". Dave Lombardo de Slayer agregó: "Hay una banda llamada The Locust. Su baterista se llama Gabe Serbian, y su música me golpea como DRI me golpeó a principios de los 80s".

## Historia
Previamente a The Locust, Justin Pearson y Dylan Scharf integraron en la banda hardcore punk Struggle, formada a fines de 1990. La banda solo duró tres años. A pesar de eso, tuvieron la oportunidad de compartir espacio con otras bandas de perspectivas ideológicas similares, como Born Against, Downcast, Bikini Kill y Econochrist. La banda se disolvió en 1994.
The Locust se formó en 1994 por Bobby Bray, Justin Pearson, Dylan Scharf, Dave Warshaw y Dave Astor. Después de varios cambios de miembros, llegaron a su alineación actual de cuatro miembros en 2001, compuesta por Bray, Pearson, Joey Karam y Gabe Serbian. 
The Locust fue inicialmente un proyecto de powerviolence, cuyo primer lanzamiento fue un split con Man Is the Bastard. Los lanzamientos posteriores incorporaron sintetizadores y se hicieron cada vez más teatrales. La banda tocaba regularmente en clubes all-ages en Los Ángeles y San Diego, vestidos con trajes de insectos.
En septiembre de 1998, The Locust lanzó su primer álbum homónimo, por el sello de Gold Standard Laboratories. El 24 de junio de 2003, lanzaron su segundo álbum de larga duración, Plague Soundscapes, por ANTI-. A este prosiguió New Erections, en marzo del 2007. Después de una larga gira promocional, el grupo quedó inactivo.
El 18 de mayo de 2010, el cuarteto lanzó una grabación de una Peel Session de 2001, simplemente llamada The Peel Sessions, publicada a través de Radio Surgery. Esta grabación de 16 pistas fue la primera vez que Gabe Serbian participó como baterista.
El 31 de julio de 2012, fue publicado el álbum recopilatorio The Gold Standard Labs, a través de ANTI-. Este contiene todo el material de la banda entre 1997 y 2002, lanzado previamente en Gold Standard Laboratories.
En 2013, la banda regresó del hiato, participando en festivales como "FYF" y "Fun Fun Fun Fest", tocando esporadicamente hasta 2015. En 2019 participaron en el festival "Desert Daze", compartiendo con decenas de artistas, como Wu-Tang Clan, Ween, The Flaming Lips y Devo. Además de otras fechas en Texas, Colorado y California.
A pesar de que Pearson dijo que estaban trabajando en nueva música, la banda se disolvió en el año de 2022.

## En la cultura popular
- Las canciones Nice Tranquil Thumbs in Mouth y An Extra Piece of Dead Meat aparecen en la película Cecil B. Demented.[22]
- En la película de 2011 Margaret, un póster con la portada de Safety Second, Body Last se puede ver en varias escenas ambientadas en la habitación del protagonista.

## Miembros
| Últimos miembros - Bobby Bray – guitarras, voces (1994–2022) - Justin Pearson – bajo, voces (1994–2022) - Joey Karam – teclados, sintetizadores, moog, voces (1997–2022) | Miembros anteriores - Dylan Scharf – guitarras, voces (1994–1996) - Dave Warshaw – teclados, sintetizadores, voces (1994–1996) - Jimmy LaValle – teclados, sintetizadores, voces (1996–1998) - Dave Astor – batería (1994–2001) - Gabe Serbian – batería (2001–2022; fallecido en 2022); guitarras (1998–2001) |

## Discografía
| Álbumes de estudio - The Locust (1998, Gold Standard Laboratories) - Plague Soundscapes (2003, ANTI-) - New Erections (2007, ANTI-) Álbumes compilatorios - Molecular Genetics from the Gold Standard Labs (2012, ANTI-) Álbumes en vivo - The Peel Sessions (2010, Radio Surgery) | EPs - The Locust (1997, Gold Standard Laboratories) - Flight of the Wounded Locust (2001, Gold Standard Laboratories) - Well I'll Be a Monkey's Uncle (2002, Gold Standard Laboratories) - Follow the Flock, Step in Shit (2003, Three One G) - Safety Second, Body Last (2005, Radio Surgery) Splits - split con Man Is the Bastard (1995, King of the Monsters) - split con Jenny Piccolo (1996, Three One G) - split con Arab on Radar (2000, Gold Standard Laboratories) - split con Melt-Banana (2002, Gold Standard Laboratories) |